# Lijst van oorlogsmonumenten in Weert
De Nederlandse gemeente Weert heeft 6 oorlogsmonumenten. Hieronder een overzicht.
| Nr.  | Object                                      | Herdachte groep | Ontwerper                                                   | Onthulling        | Type            | Locatie                  | Plaats          | Coördinaten                   | Foto                                        |
| ---- | ------------------------------------------- | --- | ----------------------------------------------------------- | ----------------- | --------------- | ------------------------ | --------------- | ----------------------------- | ------------------------------------------- |
| 2271 | Vredesmonument                              | militairen in dienst van het Ned. Kon. na 1945, militairen in dienst van het Ned. Kon. 1940-1945, burgerslachtoffers, verzet Nederland | Jules Rummens (beeld), N. Van Akkeren (sierbestrating)      |                   | beeld/sculptuur | Julianastraat, 6039 AG   | Stramproy       | 51° 11' 43" NB, 5° 43' 20" OL |                                             |
| 2274 | Monument voor het Regiment Limburgse Jagers | militairen in dienst van het Ned. Kon. na 1945                                                                                         |                                                             | 1 oktober 1960    | overig          | Kazernelaan 101, 6006 SP | Weert           | 51° 14' 47" NB, 5° 41' 18" OL | Monument voor het Regiment Limburgse Jagers |
| 2282 | Rumolduskapel                               | burgerslachtoffers, verzet Nederland                                                                                                   | Felix van Kalmthout (beeld), Charles Vos (gedenkplaat)      |                   | kapel           | Molenpoort 27, 6001 HB   | Weert           | 51° 15' 16" NB, 5° 42' 5" OL  | Rumolduskapel                               |
| 2283 | Plaquette in het NS-station                 | verzet Nederland | Ir. H.G.J. Schelling (ontwerp), H.J. Winkelman (uitvoering) | 28 april 1948     | plaquette       |                          | Weert           | 51° 15' 7" NB, 5° 42' 37" OL  |                                             |
| 2993 | Oorlogsmonument                             | geallieerde militairen |                                                             | 5 mei 2007        | overig          | Bocholterweg             | Altweerterheide | 51° 13' 13" NB, 5° 40' 47" OL |                                             |
| 3417 | Halifax-monument                            | geallieerde militairen | Wesley Haex                                                 | 22 september 2009 | gedenksteen     | Maaseikerweg, 6006       | Weert           | 51° 13' 38" NB, 5° 43' 9" OL  |                                             |

Beek ·
Beekdaelen ·
Beesel ·
Bergen ·
Brunssum ·
Echt-Susteren ·
Eijsden-Margraten ·
Gennep ·
Gulpen-Wittem ·
Heerlen ·
Horst aan de Maas ·
Kerkrade ·
Landgraaf ·
Leudal ·
Maasgouw ·
Maastricht ·
Meerssen ·
Mook en Middelaar ·
Nederweert ·
Peel en Maas ·
Roerdalen ·
Roermond ·
Simpelveld ·
Sittard-Geleen ·
Stein ·
Vaals ·
Valkenburg aan de Geul ·
Venlo ·
Venray ·
Voerendaal ·
Weert